# ウェスターマーク効果
ウェスターマーク効果（ウェスターマークこうか、英: Westermarck effect）とは、幼少期から同一の生活環境で育った相手に対しては、成長後には性的興味を持つ事は少なくなる、とする仮説的な心理現象である。
この理論（仮説）は、19世紀にフィンランドの哲学者・社会学者であるエドワード・ウェスターマークが、1891年の自著『人類婚姻史』で提唱したとされているのでこう呼ばれている。reverse sexual imprinting リバース・セクシュアル・インプリンティング と呼ばれることもある。

## 概説
エドワード・ウェスターマークは1891年の同著で、元々イギリスのハヴロック・エリスが性科学的な立場から幼少期から慣れ親しんだ相手に対して性的興奮が起こりにくい、としていたことを引き合いに出しつつ、このような現象の起こる理由は近親者同士の性的嫌悪にこそあり、この発展形が族外婚の規律であると主張した。
具体的には、ウェスターマークの仮説は以下の2つから成る。
- 幼少の頃からきわめて親密に育った人々の間には、性交に対する生得的な嫌悪が存在する（ウェスターマークの仮説I）
- 自分が近親者と性交することに対して生得的な嫌悪を感じることから、第三者がそうすることにも不快感を覚え、これを非難したくなる。さらに、非難が習慣化・規則化され禁忌が成立する（ウェスターマークの仮説II）

だが、同時代に精神分析学を創始したジークムント・フロイトは『Totem and Taboo』（1913）で「近親相姦を避ける傾向が備わっているなら何故タブー視して抑制せねばならないのか」と批判した。また、デュルケームは社会的文脈を無視していると非難した。
また、人は近親相姦を願望しているという立場をとるジェームズ・フレイザーは「法は、人々がしたいと思う行為のみを禁じている。自然が禁止し、処罰している行為を法が禁止し、処罰することは、不必要である」としてこの仮説を非難した。
その後の人類学者からはウェスターマークの同説は無視されるようになり、人間社会における近親者間の性交回避傾向は長期にわたって議論の対象にすらならず、検証・実証されることはなかった。（2003年ごろ、リーバーマンらは初期の批判者らは検証によってではなく政治と知的流行に基づいて退けた、と指摘した。）
1950年代にスパイロらのイスラエルでの擬似家族での傾向に関する言及をきっかけとして再び検討が始まった。1970年あたりから計量的な研究も行われるようになり、近年では、相関係数を用いつつ検証する研究も行われるようになっており、男性と女性ではこの仮説的効果の大きさは異なっているとする研究（フェスラー）、文化的な影響は小さいはずだとする研究（リーバーマン）、それと対立するかのように、親の傾向が無関係でない、とする研究（フェスラーらの調査）など様々な調査・研究が提出されている。（後述）

## 検証
メルフォード・スパイロが1950年代に、イスラエルではキブツ（集産主義的共同体。18歳頃までの少年少女は生物学的家族から引き離され、擬似家族のようにともに育てられる）で一緒に生活していた仲間とは結婚を避ける傾向が見られた、と述べたことで復活した。ジョセフ・シェファーは1970、80年代に2769組のキブツ出身者の結婚を再調査した。それによれば親はキブツ内での結婚を望む傾向があったにもかかわらず、同じキブツの出身者同士の結婚はそのうちわずか13組に過ぎなかった。そのうち9組は6歳までにともに育てられておらず、残りは6歳までのうち2年以上離れて育てられていた。アーサー・ウォルフは1990年代に台湾のシンプアという結婚形式を調査した。台湾では結婚の古い形式に花嫁が夫の家族と暮らす、花婿が妻の家族と暮らすという二つの形態の他に、3歳以前の幼い男女が将来の結婚のためにともに育てられる第三の形態が存在した。シンプアでは他の形式よりも子供の出生率は低く、離婚率は高かった。またボリス・シリュルニクは『インセスト的感情』において、フランスにおいて第二次世界大戦後にカトリック系施設に収容された1301人の子供のうち、3組しかお互い同士の結婚に踏み切らなかったという事実を引用した。
このような研究結果を単純に退けるのは不可能であるが、それでも疑問の余地が無いわけではない。ラノワ、フェイレサンは共書『インセスト』においてキブツについての3つの疑問を掲げている。
1. このような純潔主義的な土地ではどんなに精密に調査を行っても実情は掴み難い。結婚はしなくとも性行為はあった可能性がある。
2. 女子は適齢期に達するのが早く、年上の男と結婚し夫とする可能性が高い。
3. 性的成熟の過程で重要な意味を持つのは最初の6年より、その次の6年ではないだろうか。

ジョン・アルトゥングはキブツについて、青年期に兵役で他の人々とともに暮らすことが多かったために結婚する機会が減少したのではないかと指摘した。またシンプアでは、ウォルフ自身が指摘するように、通常花嫁は社会的、経済的地位の低い家の出身であり、花嫁に対して夫が暴力をふるう傾向があることが知られており、そのためかも知れない。他にもキブツに関しては教育がピューリタン的で、「性衝動を抑えよ」という思想が存在していたことから、スパイロは思春期に近しい関係にあった異性に対しては自己検閲によって性的願望が特に強く抑圧されたのではないか、と主張し、またキブツ運動に参加した精神科医カフマンは「キブツでも異性関係自体が報告されない例はほとんど無い」、つまり、キブツでも異性関係自体はほとんどの場合報告されている、と述べた。
マッケイブはレバノンで平行いとこ婚は交差いとこ婚よりも離婚率が高いことを発見した。レバノンでは同性の兄弟同士は近所に暮らす習慣がある。ベックとシルバーマンはカナダで近親相姦への調査を行い、4歳以前に1年以上離れて暮らしていた兄弟では性行為の可能性が高まることを発見した。もっとも家庭の機能不全（家庭不和）は近親相姦と兄弟の別離をともに引き起こす要因となるかも知れない。フォックスは子供の頃の親交が社会的に規制されているほど大人になってからの性的嫌悪は減少すると考えた。ベルーゲは、もし近親性交が生物学的に危険ならば、そのような社会ではより強い大人同士の近親性交へのタブー視が存在すると予測し、6つの文化で幼い頃の親交とインセストタブーの負の相関を発見し、さらに四つの文化で同様の発見を行った。しかし子供の頃の親密さと近親相姦のタブー視の強さが正の相関にある社会も多い。エンバーは、もしウェスターマーク効果が存在するのなら、いとこ同士が幼少期にともに暮らすような族内婚コミュニティでは（いとこ婚への嫌悪から、禁止されるようになり）強くいとこ婚が禁止されており、族外婚コミュニティではより弱いいとこ婚タブーを持っているはずだと予測した。717の文化を調べたところ、族内婚コミュニティと中間的な社会では予測通りだったが、族外婚社会では予測通りではなかった。
このように、ウェスターマーク効果を支持すると見られる証拠は多く提出されているものの、いずれも異なる解釈を持ち込むことは可能である。

### 血縁認識方法
ひとつの可能性として、ウェスターマーク効果は血縁認識のための刷り込みの一種とも考えられるようになった。
ウェスターマーク効果（がもし実在するとすれば）の進化的機能は明らかであり、それは血縁者の認識である。協力行動の対象とすべき相手を見分け、その相手とはリスクの高い性交を回避することは進化的に重要である。一般的に心理学者はウェスターマーク効果が近親相姦に対する道徳的嫌悪として直観的に働くと考えている。しかしそれを引き起こす直接的なメカニズムについてはほとんど分かっていない。
ヒトの血縁認識に用いられていると想定できる情報は次の三つである
1. 表現型マッチング（MHC、容姿、声など）
2. 幼少時の親密さや居住時間の長さ
3. 親族呼称に基づく血縁の区別

表現型マッチングに関しては、出生後数週間の幼児でも母親の顔や腋の匂いなどを区別する事ができる事が示されている。いくつかの生物ではMHCによってコードされるグリコプロテインを利用して、（自分自身の型とマッチしているかどうかよりも）ともに育つ親族のそれを識別することで血縁認知が行われているようである。ウェスターマーク効果は1または2の情報を利用した血縁認識であると考えることができる。
2000年代に入ると、リーバーマンらとフェスラーらはそれぞれ独立してアメリカ合衆国の大学生を対象に調査を行った。この二つのグループはウェスターマークの「幼少時の接触は近親相姦への道徳的嫌悪を促進する」という予測がただしければ、幼少時の異性兄弟との接触は第三者の近親相姦への嫌悪をも強化するだろうと予測し、その補助仮説の検証を試みた。フェスラーらによれば、「被験者と被験者に最も近い異性の兄弟の年齢の差」と、「被験者の近親相姦への嫌悪のレベル」には負の相関があると言う予測は男性被験者では成り立っていたが、女性ではそうではなかった。親の投資理論が適用できるなら、女性の方が近親相姦に強い嫌悪を示すはずであるが、彼らの実験ではそれが示されたものの、重大な差を示さなかった。
リーバーマンらの調査では異性兄弟の数は、女性では道徳的嫌悪に影響しなかったが、男性には影響した。「もしも近親相姦に対する道徳的嫌悪が〔文化〕によって形作られているのなら、兄弟との親密さ（または一緒に育った期間）と近親相姦への嫌悪に一貫した相関性は見られないはずだ」としつつ、（1）居住期間（共同生活の時間の長さ）、（2）親交の深さ、（3）実際の遺伝的血縁度、のいずれが第三者の近親相姦への嫌悪と相関しているか調査したところ、（1）「居住期間（共同生活の時間の長さ）」が嫌悪の強さと強く相関していることが明らかとなった。リーバーマンらの調査は、男性の場合、少年期の経験が他人の近親相姦への嫌悪を左右すると示唆する。また彼らの調査では、他の情報（MHC、顔の相似、社会的情報）は近親相姦嫌悪との弱い相関をしめす。養兄弟を持つ13人の被験者でも、同様に同居期間の長さが近親相姦への道徳的嫌悪と相関していた。リーバーマンらの調査によれば、親の性的行動への傾向は子の傾向と強い相関があった。しかし親のその態度は兄妹同士の共同養育期間の長さとも相関があった。そして分析では親の態度単独では子の性的傾向の予測ができなかった。遺伝的相関性、性的嗜好、家族構成、性的行動への親や本人の傾向の影響を取り除いた後でも、幼少時の共同生活が近親相姦への道徳的反発と強く反発したままであった。したがってリーバーマンらは文化的な影響は小さいはずだと結論したが、フェスラーらの調査は親の傾向が無関係でないことを示す。
以前の研究は最初の3～6年が重要であると示していたが、この二つのグループの研究は、特に男性の場合は10歳以降も重要であることを示している。リーバーマンは、女性の方が誤警報のコストが高いためにわずかな信号で親類を分類するが男性は可能性のあるパートナーを除外しないために血縁性を絶えず再評価する、と分析した。
レポートに基づく調査は実際の体験を正確に反映していないかも知れない。またアメリカ合衆国だけで行われたために多様な文化の違いを反映していない。異性の兄弟が居る家族の方が強く近親相姦へのタブーを教育するかもしれない。しかし、そのような家族でも息子より娘に強く近親相姦を避けるように教育することがない（区別しない）ことを考えれば、補助仮説は成立しているように考えられる、とフェスラーは述べた。
リーバーマンらの人間の血縁認識に関する他の調査では、出生直後の母親と子の結びつき（MPA）が居住期間よりも重要であることを示唆する。年長の兄姉は、年若の弟妹が生まれた時に彼らと親のMPAを利用することができるが、生まれたばかりの弟妹はそれを利用することができない。したがって年若の弟妹では居住期間がより重要であると推測できる。

### 親しい者への態度との比較
高畑由起夫は『インセストをめぐる迷宮』（1993）において、動物行動学のコンラート・ローレンツを引き合いに出し、親しいものに対して攻撃的な態度を取れないため、それと近い関係にある性衝動も沸かないのだと主張した。一方で吉本隆明は『書物の解体学』において「女房と畳は新しいほうがよい」のと同じ程度の話だと主張した。
また、原田武は2001年の自著で、瀬戸内晴美が『家族物語』（1988年）で、夫婦でも長年連れ添っていると肉親のように感じてしまい近親相姦みたいだという話を取り上げていることを引いて、セックスレスの夫婦はお互いをキョウダイのように思っている場合もあるのではないかと指摘した。

### 精神分析とウェスターマーク効果
この現象はジークムント・フロイトのエディプス・コンプレックスの概念に対する反証としてよく用いられる。なぜなら、オイディプス王は母親と引き離されて育ったが、これこそが近親相姦を煽る最もよい方法であり、通常の状況下ではそのような事はまず起こらないという事を反証するためである。ただ、これに関してはフロイトの言っているのは幼児性欲であり性器的結合ではないという精神分析家らによる反論も同時に存在する。ただ、もしこの反論が正しいとしても多くの人がエディプス・コンプレックスを性行為と誤解しているならばそれは間違いとなる。

## ヒト以外の例
霊長類やいくつかの他の哺乳類、鳥類についてもウェスターマーク効果と見られる現象は観察され、1988年には報告された。例えば、ウズラでは親（遺伝的な親ではなく、刷り込みによって認識した親）に似ている個体はつがい相手として忌避されたが、まったく似ていない相手も忌避された。1998年、Penn D.とPotts W.は、「ハツカネズミのウェスターマーク効果はMHC依存型であり、オスよりもメスの方が近親相姦忌避の傾向が強い」とした。